# ياسر مزمل
ياسر مزمل محمد الطيب (15 أبريل 1993 - ) هو لاعب كرة قدم سوداني محترف. يلعب كمهاجم في الهلال السوداني ومنتخب السودان لكرة القدم.

## الإنجازات

### مع أهلي شندي
- كأس السودان (1): 2017.

### مع الهلال
- الدوري السوداني الممتاز (1): 2021.

## وصلات خارجية
- ياسر مزمل على موقع إي إس بي إن إف سي (الإنجليزية)
- ياسر مزمل على موقع قاعدة بيانات كرة القدم.إي يو (الإنجليزية)
- ياسر مزمل على موقع ناشيونال فوتبول تيمز (الإنجليزية)
- ياسر مزمل على موقع Soccerway.com (الإنجليزية)
- ياسر مزمل على موقع عالم كرة القدم.نت (الإنجليزية)